# Alain Werner
Pour les articles homonymes, voir Werner.
Alain Werner, né le 19 novembre 1972, est un avocat et défenseur des droits humains suisse, spécialisé dans la défense des victimes de conflits armés.
Il est le fondateur et Directeur de Civitas Maxima, un réseau international d'avocats et d'enquêteurs, basé à Genève qui, depuis 2012, représente des victimes de crimes internationaux.

## Formation
(février 2022).
Licence en droit de l'Université de Genève (Suisse) (1996)
Avocat au Barreau de Genève (Suisse) (1999)
Maîtrise (LL.M) à l'Université Columbia, New York (2003)

## Début de carrière
Alain Werner a travaillé à Freetown et à La Haye pendant cinq ans (2003-2008) pour le Bureau du Procureur (BdP) du Tribunal spécial pour la Sierra Leone (TSSL) où il a participé à la poursuite des rebelles du Front Révolutionnaire Uni (RUF) et de l'ancien président du Liberia Charles Taylor. Il a également été avocat du plus grand groupe de parties civiles (victimes) aux Chambres extraordinaires au sein des Tribunaux cambodgiens (CETC) à Phnom Penh dans l'affaire " Kaing Guek Eav " alias " Duch " (2009-2010). Depuis 1998, Werner a également travaillé pour les victimes du Tchad de l'ancien Président tchadien Hissène Habré. Il a également été l'un des avocats des parties civiles dans le procès de Habré à Dakar (2015-2017) devant les Chambres extraordinaires africaines. En 2012, il a fondé Civitas Maxima (CM) à Genève, en Suisse.
Alain Werner a commencé à étudier le droit à Genève sous la direction du professeur Robert Roth (et par la suite juge président du Tribunal spécial pour le Liban) de 1993 à 1996. Il a ensuite obtenu une maîtrise à l'Université de Columbia, après quoi il a été accepté dans le programme du gouvernement suisse pour travailler sur des projets internationaux. Ce programme l'a conduit au Tribunal spécial pour la Sierra Leone (TSSL) à Freetown, en Sierra Leone, où il est devenu procureur du Bureau du Procureur du TSSL au sein de l'équipe chargée de poursuivre trois commandants du RUF après la fin du conflit en 2002. Il a continué dans le programme pendant trois ans, étant ensuite engagé directement par le TSSL-PTF comme procureur,.

### Charles Taylor
En 2006, après que le TSSL l’a mis en accusation, l'ancien président libérien Charles Taylor a été arrêté, alors qu'il était en exil au Nigeria, et remis au TSSL. Werner a rejoint l'équipe du TSSL chargée de l'accusation, dirigée par Brenda Hollis et Nicholas Koumjian. Pour ce procès il a recueilli les déclarations des témoins ainsi que des preuves additionnelles, qu’il a présenté devant le Tribunal. Taylor a finalement été condamné et, à la suite d'un appel infructueux, a été emprisonné au Royaume-Uni pour une durée de 50 ans.

### Hissène Habré
Entre 2008 et 2017, en parallèle à d'autres projets, Alain Werner a travaillé pour Reed Brody de Human Rights Watch sur l'affaire de l'ancien président du Tchad, Hissène Habré. Il a représenté certaines des victimes devant les Chambres extraordinaires africaines à Dakar (2015 - 2017),.

### Kaing Guek Eav alias "Duch"
En 2009, Alain Werner a été invité par Karim Khan QC à rejoindre une équipe travaillant pour les victimes sur l'affaire Kaing Guek Eav alias « Duch », la première affaire entendue par les Chambres Extraordinaires au sein des Tribunaux Cambodgiens (CETC). Cette expérience lui a permis de comprendre l'importance de la documentation et de la préservation des preuves[réf. nécessaire].

### Aegis Trust
Après son expérience au Cambodge, Alain Werner s'est installé à Londres au sein de l'Aegis Trust, un organisme voué à la prévention des génocides et des atrocités de masse dans le monde entier. À Aegis, il a travaillé avec Hassan Bility, un éminent journaliste libérien qui avait été arrêté et torturé sous le régime de Taylor. Ils se sont concentrés sur les crimes commis au Liberia et sur la collaboration avec des partenaires en Sierra Leone pour obtenir des preuves sur le commerce des " diamants de sang" par des acteurs occidentaux.

### Civitas Maxima
En septembre 2012, Werner a décidé de lancer son propre réseau et a fondé Civitas Maxima, une organisation qui se concentre sur la documentation des crimes internationaux et sur la poursuite de la justice au nom des victimes.
Depuis sa création en 2012, Civitas Maxima, en collaboration avec ses partenaires, le Global Justice and Research Project (GJRP) au Liberia et le Centre for Accountability and Rule of Law (CARL) en Sierra Leone, a monté des dossiers et contribué à l'arrestation de plusieurs individus soupçonnés d'être impliqués dans des crimes de guerre et des crimes contre l'humanité, en collaborant avec plusieurs unités, agents et/ou procureurs en Europe et aux Etats-Unis.

### Affaires publiques menées par ou en collaboration avec Civitas Maxima

#### Martina Johnson
Martina Johnson, ancienne commandante du Front national patriotique du Liberia (NFPL, groupe dirigé par Charles Taylor), a été arrêtée et inculpée en 2014 pour son implication dans des mutilations et des massacres commis au Liberia pendant la première guerre civile libérienne,.

#### Alieu Kosiah
Alieu Kosiah a été arrêté en 2014 pour son implication présumée dans des crimes de guerre commis par le Mouvement uni de libération du Liberia pour la démocratie (ULIMO), alors qu'il combattait le NPFL entre 1993 et 1995. En novembre 2019, le Tribunal pénal fédéral a fixé la date du procès pénal contre Alieu Kosiah à avril 2020 à Bellinzone,,. En mars 2020, en raison de la propagation rapide du COVID-19 et des mesures de plus en plus nombreuses imposées par les autorités suisses en réponse à la pandémie, le Tribunal pénal fédéral suisse a annoncé le report du procès de l'ancien commandant ULIMO Alieu Kosiah. Initialement prévu pour le 14 avril, reporté à juin, puis août, puis novembre, le procès d’Alieu Kosiah, a débuté le 3 décembre 2020. Il a été tenu en deux phases: questions préliminaires et  l'audition du prévenu du 3 au 11 décembre 2020, l'audition des plaignants et des témoins, et les plaidoiries finales du 15 février au 5 mars 2021. Le Ministère public requiert 20 ans de prison pour l’ancien chef rebelle du Liberia et l’expulsion pendant quinze ans du territoire suisse, vu la «gravité infinie» des crimes qui lui sont imputés. En droit pénal suisse, le  maximum de la peine privative de liberté est limité à 20 ans. Le verdict est attendu au printemps 2021.

#### Michel Desaedeleer
Michel Desaedeleer, de citoyenneté américaine et belge, a été arrêté et inculpé en 2015 pour esclavage et pillage de diamants de la guerre en Sierra Leone. L'arrestation de Desaedeleer a été la première affaire de crimes internationaux liés à une participation présumée au commerce des diamants du sang. Aucun procès n'aura finalement lieu car, peu avant son début, Desaedeleer s'est suicidé en prison à Bruxelles,.

#### Jungle Jabbah
Mohammed Jabbateh (en) (surnommé Jungle Jabbah) a été arrêté et inculpé en 2016 par le bureau du procureur américain pour le district oriental de Pennsylvanie de deux chefs d'accusation de fraude à l'immigration en violation de la section 1546 du titre 18 du Code des États-Unis et de deux chefs d'accusation de parjure en violation de la section 1621 du titre 18 du Code des États-Unis. Jabbateh a plaidé "non coupable" pour tous les chefs d'accusation. Jabbateh a nié avoir participé à la première guerre civile libérienne lorsqu'il a demandé l'asile à la fin des années 1990. Il a été condamné à 30 ans de prison le 19 avril 2018,,.

#### Agnes Reeves Taylor
Agnes Reeves Taylor, ex-femme de Charles Taylor, a été arrêtée en 2017 par la police métropolitaine et accusée de torture en raison de son implication présumée dans le NFPL pendant la première guerre civile libérienne. Le 6 décembre 2019, la Cour pénale centrale de Londres a décidé que l’affaire d'Agnes Taylor n’irait pas au procès. " La Cour suprême a affiné l'interprétation de la loi et, à la lumière de son jugement, le juge de première instance a accepté la demande d'Agnes Taylor de classer l'affaire à son encontre. Nous allons examiner attentivement cette décision ", a commenté un porte-parole du CPS,.

#### Kunti K
Kunti K a été arrêté et inculpé en 2018 pour sa participation présumée à des crimes contre l'humanité et des actes de torture commis pendant la première guerre civile libérienne (1989-1996) alors qu'il était commandant du Mouvement uni de libération du Liberia pour la démocratie (ULIMO). Il était en détention préventive à Paris, mais a été libéré en septembre 2018 en raison d'une erreur procédurale soulevée par son avocat Maître Tarek Koraitem. Kunti K. était soumis à un contrôle judiciaire, notamment l'interdiction de quitter la France. Les autorités françaises et libériennes ont continué à mener des enquêtes sur le terrain au Liberia. En janvier 2020, Kunti K. a été de nouveau arrêté par les autorités françaises, après avoir violé son contrôle judiciaire.

#### Jucontee Thomas Woewiyu
Tom_Woewiyu (en) a été renvoyé en procès en 2018 devant la Cour de district des États-Unis pour le district Est de la Pennsylvanie au palais de justice des États-Unis du Juge James A. Byrne. Woewiyu, cofondateur et pendant plusieurs années ministre de la défense du tristement célèbre Front national patriotique du Liberia (NPFL) de Charles Taylor, est devenu l'un des rares dirigeants libériens à être arrêté aux États-Unis et accusé de multiples chefs d'accusation de fraude à l'immigration et de parjure. Après un procès tenu en juin 2018, au cours duquel des victimes libériennes ont témoigné sur les crimes du NPFL, il a été reconnu coupable de onze chefs d'accusation de parjure et de fraude en matière d'immigration liés à des mensonges sur son passé violent. L'audience sur la détermination de la peine était prévue pour le 15 octobre 2018 mais a été reportée à plusieurs reprises,. Woewiyu n’avait pas été placé en détention dans l’attente du prononcé de sa peine. Woewiyu est décédé le 12 avril, du COVID-19. Il y était traité depuis une semaine à l'hôpital Bryn Mawr de Philadelphie, aux États-Unis.

#### Gibril Massaquoi
En 2020, Gibril Massaquoi, un ancien seigneur de guerre du Revolutionary United Front (RUF) de Sierra Leone, a été arrêté en Finlande pour des crimes de guerre et des crimes contre l'humanité qui auraient été commis au Liberia pendant la deuxième guerre civile libérienne,. Le procès a commencé le 1er  février 2021, à Kerava, dans le Sud de la Finlande.

## Prix
En avril 2019, Werner a reçu le Prix Bâtonnier Michel Halpérin de l'Excellence de l'Ordre des avocats de Genève.

## Ashoka Fellowship
En novembre 2020, Ashoka, le plus grand réseau mondial d'entrepreneurs sociaux et de leaders du changement, a annoncé le » fellowship » d'Alain Werner. Emilie Romon, codirectrice d'Ashoka Suisse, a commenté : « Nous avons choisi Alain Werner comme fellow pour sa vision, ses solutions créatives, son impact impressionnant et sa forte fibre éthique. Il identifie les failles du système et trouve de nouveaux moyens entrepreneuriaux pour atteindre ses objectifs. Il a le potentiel de transformer le système judiciaire et d'accroître l'efficacité de la justice internationale ».